# ドラゴンクエスト モンスターバトルスキャナー
『ドラゴンクエスト モンスターバトルスキャナー』は、スクウェア・エニックスおよびマーベラスより販売されていたトレーディングカードアーケードゲーム。稼働期間は第1期・第2期を合わせ2016年6月23日 - 2020年9月30日。
前作『ドラゴンクエスト モンスターバトルロード』シリーズ終了から約6年後となる後継機。天空の城を模した縦長モニター筐体に、中央に設置されたドラゴンスキャナーを使ってチケットやバーコードを読み込んでバトルをする。またオンデマンド印刷機能を使い、3種類のサイズのカードを排出する。
ゼネラルディレクターは堀井雄二、キャラクターデザインは鳥山明、音楽はすぎやまこういち。
2017年7月20日からは『戦え!ドラゴンクエスト スキャンバトラーズ』へリニューアルされ、2018年7月19日からは各弾の前に『超』がつくようになった。

## 遊び方
コインを入れた後、初めて遊ぶ人は「プレイヤー登録する」を選び、プレイヤー情報を入力してチュートリアルの後にプレイヤー登録されたチケットを入手する。次回からは「自分のコードを使う」を選択し、チケットからコードをスキャンすることで様々なクエストに挑戦できたり、チケットを買うことができる。
「クエストで遊ぶ」では様々な拠点に存在するクエストを一つ選んで合計3回のバトルに挑戦する。拠点の中には鍵がかかったものがあり、対応する鍵を持ったチケットをスキャンしないと挑戦できないが、アプリ「ぼうけんのしょ」があると特定のステージをクリアしたプレイヤーのコードをスキャンすることで鍵付きチケットが無くても挑戦できる。
「チケットだけを買う」ではクエストをせずにすぐチケットを買える。かつては画面のコードをスキャンした際、封印できるチケットのサイズとモンスターはランダムに決定されていたが、現在ではクエスト終了後のチケット封印チャンス同様、6体の候補の中から封印できるモンスターを選ぶことができ、最高相性の性格が出やすくなる。
第6章からは戦い方に応じてスコアが集計され、他のプレイヤーとハイスコアを競う「スコアアタック」モードが追加された。アプリ「ぼうけんのしょ」があればアプリ限定のランキングに参加でき、上位者には豪華報酬がもらえる。
『スキャンバトラーズ』ではクエストは廃止され、バトルモードでモンスターと1戦する形式に変更。勝利後、確率で魔王が登場することがある。

### チケット
本作で使用するモンスターチケットはサイズ毎にS・M・Lの3種類あり、基本は大きいチケットほど強いモンスターが召喚できる。Lサイズの中でも特に強力なものは「虹色のギガレア」となる。
クエスト終了後、またはチケットだけを買うモードで6体の候補の中から封印するモンスターを選択する。1プレイにつき最大3体まで封印でき、チケットサイズがS→M→Lと大きくなると追加でコインを投入する必要があるものの、最初の1枚は100円引きで封印できる。カードの絵柄は動いている中のポーズを選択し、モンスターのステータスに補正がかかる性格はランダムで決定され、モンスターごとに相性が良いと全ステータスが大きくアップする。
チケットの中にはSP玉を消費して専用の技を発動させる「スペシャルチケット」も存在しており、好きなタイミングで使用できる。
『スキャンバトラーズ』ではチケットの価格がサイズを問わず100円になり、チケットの強さや希少価値を表すレベルとレア渡が追加。モンスターチケットに付加される性格は廃止された。更に、主人公に装備させる武器、鎧、盾の3種類の『そうびチケット』が追加された。1プレイで入手できるチケットの候補数は3枚に減っている。

### バトル
モンスターチケットのQRコードをドラゴンスキャナーで読み込ませると、チケットに封印されたモンスターをゲーム内で敵のモンスターを戦わせることができる。モンスターは最初は3体召喚し、勝利するごとに最大6体召喚できるが、チケットが足りない場合はボタンを押すことでコンピュータが自動でモンスターを召喚する。HPはモンスターチームで共有し、0になると敗北する。モンスターの組み合わせによっては連携が発動し、モンスターが強化されたり合体して別のモンスターになることもある。他のプレイヤーのチケットも使用できるが、チームの能力値が下がるデメリットがある。これはアプリ『ぼうけんのしょ』でファミリー登録したプレイヤーのチケットで回避できる。
モンスターが使える攻撃は最初はカード表記最下段のみだが、モンスターの攻撃で貯まったテンションをターンの最初にテンションチャージをすることでパワーアップすることができる。モンスターが使った技の属性の組み合わせによってはコンボが発動し、味方に有利な効果が発生する。
スペシャルチケットはバトル中(モンスターの行動に割り込む事も可)にスペシャルスキャンすることによりSP玉を消費しワザを繰り出すことができる。SPカードがなくてもバトル中に任意のバーコードをスキャンすることもでき、現在は1回だけSP消費無しでバーコードによるスキャンが可能。
全員がスーパーハイテンションでかつテンションが満タンになると「ウルトラスーパーハイテンション」が発動。味方のモンスター達が一斉に攻撃を加え、タイミング良くボタンを押すと会心の一撃の確率が上がっていく。
魔王級のボスが攻撃を繰り出す瞬間、ガードアクションが発動。順番にボタンを押すと受けるダメージを軽減できる。
『スキャンバトラーズ』では主人公も参戦。スキャンした武器、鎧、盾を装備し、装備品によって技やステータスが変動する。チームメンバー数は召喚したモンスター3体を合わせた4人までで、技は赤と青のボタンで使い分ける。自分の装備とモンスターの合計レベルが高いほど強いチームと戦うことになる。SP玉は最初は0で、ターン開始時に1ずつ貯まるように変更された。
第３弾からは主人公の職業によってチーム全員のステータスが上昇する「しょくぎょうボーナス」と主人公のテンションを5段階チャージすると発動できる「しょくぎょうワザ」が追加された。主人公と相性が良いモンスターをチームにたくさん入れると成功させやすくなる。

## リリース
- 2015年11月27日-12月 ロケテスト[注釈 1]
- 2016年6月23日 『闇の覇者・竜王編 第1章』稼働開始。
- 2016年8月10日 『闇の覇者・竜王編 第2章』稼働開始。
- 2016年9月15日 『冥動の天魔王編 第3章』稼働開始。
- 2016年10月13日 『冥動の天魔王編 第4章』稼働開始。
- 2016年11月10日 『冥動の天魔王編 第5章』稼働開始。
- 2016年12月8日　『絶望の大魔王編 第6章』稼働開始。
- 2017年1月12日　『絶望の大魔王編 第7章』稼働開始。
- 2017年2月16日　『絶望の大魔王編 第8章』稼働開始。
- 2017年3月16日　『封印の暗黒神編 第9章』稼働開始。
- 2017年5月18日　『封印の暗黒神編 第10章』稼働開始。
- 2017年7月20日　『戦え!ドラゴンクエスト スキャンバトラーズ』 1弾稼働開始。
- 2017年9月21日 2弾稼働開始。
- 2017年11月16日 3弾稼働開始。
- 2018年1月18日 4弾稼働開始。
- 2018年3月15日 5弾稼働開始。
- 2018年5月17日 6弾稼働開始。
- 2018年7月19日 超1弾稼働開始。
- 2018年9月20日 超2弾稼働開始。
- 2018年11月15日 超3弾稼働開始。
- 2018年1月17日 超4弾稼働開始。
- 2018年3月7日 超5弾稼働開始。
- 2018年5月9日 超6弾稼働開始。
- 2019年7月11日 新1弾稼働開始。
- 2019年9月12日 新2弾稼働開始。
- 2019年11月14日 新3弾稼働開始。
- 2020年1月16日 新4弾稼働開始。
- 2020年3月19日 新5弾稼働開始。
- 2020年6月4日 新6弾稼働開始。
- 2020年9月30日 『戦え! ドラゴンクエスト スキャンバトラーズ』稼働終了[8]。

## イベント・キャンペーン
- 2016年6月25日- 稼働記念モンスターチケット「ホイミン」配布キャンペーン。
- 2016年7月15日-7月28日 期間限定クエスト『まじんのヒミツ』配信。
- 2016年7月21日-8月31日 Vジャンプ限定特別クエスト『秘境の重巨竜』配信。
- 2016年7月22日-8月4日 期間限定クエスト『わかめ大発生！』配信。
- 2016年7月26日-7月31日 『ふくびきモードで金の宝箱確定』開催。
- 2016年7月29日-8月9日 期間限定クエスト『なげきの妖剣士』配信。
- 2016年8月5日-8月9日 期間限定クエスト『挑戦！闇の王』配信。
- 2016年8月6日- 『ちいさなメダル』ストラッププレゼントキャンペーン
- 2016年8月10日-8月21日 せいかくスロット相性バッチリキャンペーン』開催。
- 2016年8月10日-8月14日 『ふくびきモードで金の宝箱確定』開催。
- 2016年8月10日- とくべつな地図『星鳥の地図』アプリ無料配信。
- 2016年8月10日-9月1日 とくべつパック『ロトの血を引く者パック』アプリ販売。
- 2016年8月18日-8月31日 期間限定クエスト「てごわい名コンビ」配信。
- 2016年8月18日- とくべつな地図『地獄の鎧の地図』アプリ無料配信。
- 2016年8月25日-9月7日 期間限定クエスト『ヒミツのまじん』配信。
- 2016年8月26日-8月31日 『ふくびきモードで金の宝箱確定』開催。
- 2016年8月27日- 「スライムタワー」無料配布キャンペーン。
- 2016年8月 『Fit's×ドラゴンクエスト モンスターバトルスキャナー』30周年キャンペーン。
- 2016年9月1日- とくべつな地図『戦斧竜の地図』アプリ無料配信。
- 2016年9月1日-9月14日 期間限定クエスト『天下無双の妖剣士』配信。
- 2016年9月30日 第1回お宝ゲットキャンペーン。
- 2016年9月1日-9月23日 とくべつパック『ゲレゲレパック』アプリ販売。
- 2016年9月8日-9月14日 期間限定クエスト『挑戦！闇の覇者』配信。
- 2016年9月15日-9月25日 『せいかくスロット相性バッチリキャンペーン』開催。
- 2016年9月15日-9月28日 期間限定クエスト『秋の収穫祭』配信。
- 2016年9月20日- とくべつな地図『人面樹の地図』アプリ無料配信。
- 2016年9月21日-10月4日 期間限定クエスト『伝説の名馬を追え』配信。
- 2016年9月23日-9月29日 『ふくびきモードで金の宝箱確定』開催。
- 2016年9月23日-10月17日 とくべつパック『ギガおパック』アプリ販売。
- 2016年9月28日- とくべつな地図『スライム王の地図』アプリ無料配信。
- 2016年9月29日-10月12日 期間限定クエスト『竜王拳の伝承者』配信。

## 登場キャラクター
プレイヤー
本作の主人公。ドラゴンスキャナーでモンスターを召喚できる。メイキング時に性別を選択できる。
ドラゴンスキャナー
声 - 田村睦心
モンスターが召喚できる伝説の杖。性格は非常にぶっきらぼうな性格で口は悪いが頼りになれる。口癖は「しっかりやれよ！マスター！」
マイクマンヨシキ
声 - 中島ヨシキ
プレイヤーに同行し実況するアナウンサー。三章からはスキャンマスターとしてプレイヤーと対決し、クエストの三戦目では乱入することもある。
チケット仮面
声 - 中田譲治
超二弾までチケットを買う際に登場していた派手な衣装を着た自称「仮面の紳士」の謎の人物。その姿は前作モンスターバトルロードの主催者に酷似している。超三弾以降はスキャンマスターとしてプレイヤーと対決するのみとなった。
ライル
声 - 河西健吾
漆黒のスキャナーを持ち、魔王を召喚して主人公たちに立ちふさがる仮面の少年。バトルスキャナーでのミルドラース戦後に正気に戻る。

## 登場カード

### 闇の覇者・竜王編 第1章より登場
Sチケット
- スライム、スライムベス、メタルスライム、ゴースト、メトロゴースト、ドラキー、タホドラキー、ドラキーマ、スライムつむり、マリンスライム、ホイミスライム、プチアーノン、だいおうキッズ、タコメット

Mチケット
- ヘルゴースト、キメラ、メイジキメラ、ダッシュラン、がいこつ、しりょうのきし、スライムナイト、スマイルリザード、みずたまドラゴン、サンダーフロッグ、わかめ王子、こんぶ大将、さまようよろい、キラーアーマー

Lチケット
- キングスライム、クイーンスライム、スターキメラ、テラノライナー、ヘルジュラシック、ゴーレム、ストーンマン、ギガントドラゴン、ギガントヒルズ、ファンキードラゴ、キングリザード、バトルレックス、アックスドラゴン

Lチケット・虹色のゲキレア
- 妖剣士オーレン、ベヒードス、カイザードラゴン、とろろ将軍

スペシャルチケット
- マヌーサブレス、いやしの雨、わかめリサイタル、キングダムスラッシュ、天下無双、真・竜王拳、はげしいおたけび、ギラグレイド

合体モンスター
- キングスライム - スライム、スライムベスの内の3体。
- いかりのまじん - ゴーレム、ストーンマンの内の3体。
- グレートドラキー - ドラキー、タホドラキー、ドラキーマの内の3体。
- ヘルクラッシャー - がいこつ、しりょうのきしの内の2体。
- メタルキング - メタルスライム3体。

### 闇の覇者・竜王編 第2章より登場
Sチケット
- はぐれメタル、バブルスライム、メイジドラキー、しびれくらげ、メラリザード、ベビーニュート

Mチケット
- ドラゴンキッズ、リトルライバーン、エビルホーク、メタルライダー、ひくいどり、ホークブリザード、スライムタワー、メタルブラザーズ、ミイラおとこ、マミー、ゲレゲレ（アプリ限定）

Lチケット
- スカルゴン、ドラゴンゾンビ、サイレス、ゲルバトロス、ゴールドマン、れんごくちょう、ボーンファイター、ヘルクラッシャー、まおうのつかい、じごくのよろい

Lチケット・虹色のゲキレア
- メタルキング、ジャミラス

スペシャルチケット
- 竜王のいかり、秘剣ドラゴン斬り（アプリ限定）

### 冥動の天魔王編 第3章より登場
Sチケット
- オニオーン、たまねぎマン、おばけトマト、もみじこぞう、アロエおに、ビッグハット、マジカルハット、トンブレロ、ファーラット、モコモコじゅう、ケダモン、ナスビナーラ、メランザーナ、ブルベリーノ

Mチケット
- じごくのたまねぎ、じんめんじゅ、まだらイチョウ、キラーパンサー、悪鬼丸、アルケミストン、オーク、オークキング、ゴールドオーク、キラーマシン、メタルハンター、きりかぶこぞう、ヘルボックル、ヒイラギどうじ

Lチケット
- ギガンテス、サイクロプス、アームライオン、やつざきアニマル、ウドラー、エビルトレント、黒竜丸

Lチケット・虹色のギガレア
- ドラゴン・ウー、れんごく天馬(イベント限定)、キングレオ(イベント限定)

スペシャルチケット
- スイートブレス、まかふしぎなおどり、ジゴデイン、バギムーチョ、天地邪砲、天地を統べるもの、アルテマソード

合体モンスター
- 巨大ナスビナーラ - ナスビナーラ、メランザーナ、ブルベリーノの内の3体。
- やつざきアニマル - ファーラット、モコモコじゅう、ケダモンの内の3体。
- エビルトレント - きりかぶこぞう、ヘルボックル、ヒイラギどうじの内の2体。
- レジェンドホース - 黒竜丸、れんごく天馬の内の2体。

### 冥動の天魔王編 第4章より登場
Sチケット
- モーモン、ピンクモーモン、マポレーナ、みならいあくま、ベビーマジシャン、ひとつめピエロ、ベホイミスライム、マドハンド

Mチケット
- くさった死体、どくどくゾンビ、グール、ブラッドハンド、しにがみきぞく、ボーンナイト、フラワーゾンビ、タタリ御前

Lチケット
- リビングデッド、ワイトキング、デスプリースト、グレイトライドン

Lチケット・虹色のギガレア
- なげきの亡霊、アスラ王、天魔クァバルナ

スペシャルチケット
- たたかいのうた、ゾンビパレード、冥王の大鎌、超ドラゴン斬り

合体モンスター
- ビッグモーモン - モーモン、ピンクモーモン、マポレーナの内の3体。

### 冥動の天魔王編 第5章より登場
Lチケット・虹色のギガレア
- ドラゴンガイア、アトラス(両者ともイベント限定)

スペシャルチケット
- 猛り狂いし冥獣王、メラガイアー

### 絶望の大魔王編 第6章より登場
Sチケット
- スノーモン、つむりんママ、ぐんたいガニ、おおきづち、ブラウニー、ホイップゴースト、ポイズントリル、デビルスノー

Mチケット
- つららスライム、じごくのハサミ、ガニラス、キラークラブ、リザードマン、りゅうき兵、シュプリンガー、ばくだん岩、スマイルロック、メガザルロック、ブラックチャック、レッドプリン、エリミネーター、ごろつき

Lチケット
- せつげんりゅう、アイスゴーレム、バリクナジャ

Lチケット・虹色のギガレア
- アカツキショウグン、ネクロバルサ、やまたのおろち

スペシャルチケット
- いやしの大雨、ミラクルスタンプ、オロチのほうこう、はらわたをえぐる、イオグランデ、ギガブレイク、ひかりのたま(イベント限定)

イベント限定
クリスマスライム、ジングルモーモン、クリスマスノーモン、クリスマスドラキー、トナカイホイミ、じんめんツリー、クリスマスライムタワー、クリスマスライムナイト、サンタミイラ男、ホーリーキメラ、サンタキングスライム、ホーリーアトラス、ジングルヒドラ、キングヒドラ
合体モンスター
- シュバルツシュルト - さまようよろい、キラーアーマー、じごくのよろいの内の3体。
- スライムベホマズン - ホイミスライム、ベホイミスライムの内の3体。

### 絶望の大魔王編 第7章より登場
Sチケット
- しびれだんびら、ひとくいサーベル

Mチケット
- ベホマスライム、ブラッドソード、ハートナイト

Lチケット
- トロル、トロルバッコス、うごくせきぞう

Lチケット・虹色のギガレア
- ボストロール、トロルキング、だいまじん

スペシャルチケット
- 闇をまとい滅ぶ世界、ジゴスパーク(テリー)

イベント限定
カンダタこぶん、カンダタ
合体モンスター
- きょだいまじん - うごくせきぞう、だいまじんの内の2体。

### 絶望の大魔王編 第8章より登場
Sチケット
- ねこまどう、プリズニャン、しましまキャット、ベロニャーゴ、マーブルン

Mチケット
- ベンガルクーン、ダークペルシャ、キャットフライ、キャットバット、ナイトキャット

Lチケット
- スライムベホマズン

Lチケット・虹色のギガレア
- アンクルホーン

スペシャルチケット
- 堕天使のつばさ、マダンテ、グランドネビュラ

イベント限定
ヘルバトラー

### 封印の暗黒神編 第9章より登場
Sチケット
- いっかくウサギ、アルミラージ、さくらこぞう、いたずらもぐら、キラースコップ、キラーピッケル、ベビーサタン、ミニデーモン、つかいま

Mチケット
- シルバーデビル、デニルロード、あくま神官、じごくのつかい、ホークマン、ガーゴイル、ソードフライヤー、イーグルデビル

Lチケット
- アークデーモン、ハヌマーン、じごくのヌエ、アークキマイラ、メタルドラゴン、アンクルホーン

Lチケット・虹色のギガレア
- バズズ、ベリアル、キマイラロード、メカバーン

スペシャルチケット
- メガンテ、呪われし荊の牢獄、ドルマドン、憤怒の大咆哮、ドラゴンソウル

合体モンスター
- ドン・モグーラ - いたずらもぐら、キラースコップ、キラーピッケルの内の3体。
- アークデーモン - ベビーサタン、ミニデーモン、つかいまの内の3体。
- スーパーキラーマシン - キラーマシン、メタルハンターの内の3体。

### 封印の暗黒神編 第10章より登場
Sチケット
- メタッピー、ガチャコッコ、アイアンクック、ブランマトック

Mチケット
- デュランダル、死のカラステング

Lチケット
- おにこんぼう、ギーグハンマー、メギドロイド

Lチケット・虹色のギガレア
- バルザック、ギガデーモン

スペシャルチケット
- ごろごろする、死神の大鎌、マヒャデドス、神をも屠るいちげき、モンスターパレード、閃光烈火拳

イベント限定
- キラーマジンガ

### スキャンバトラーズ 1弾より登場
モンスターチケット
ノーマル(星1つ)
- スライム、ホイミスライム、ドラキー、バブルスライム、モーモン、キャタピラー、ギズモ

ノーマル(星2つ)
- あやしいかげ、さまよいよろい、ドラゴンキッズ、タコメット、マリンスライム、ベビーサタン、じんめんじゅ

レア
- フレイム、ブリザード、ゴーレム、ゴールドマン、キラーパンサー、サイクロプス

ギガレア
- グレイトドラゴン、ベリアル、アトラス、バズズ、アークデーモン、ギガンテス、シルバーデビル

そうびチケット
ノーマル(星1つ)
- てつのつるぎ、てつのやり、ホーリーランス、まどうしの杖、ライトバックラー、てつの盾、くさりかたびら、いやしの服、サフランローブ

ノーマル(星2つ)
- はがねのつるぎ、はがねのやり、うみなりの杖、いかずちの杖、はがねの盾、はがねのよろい、まどうしのころも

レア
- はじゃのつるぎ、しんりのローブ

ギガレア
- ロトのつるぎ、ロトの盾、ロトのよろい

スペシャルチケット
- 大破壊のおたけび、破壊のカルテット、トライブレイカー

### スキャンバトラーズ 2弾より登場
モンスターチケット
ノーマル(星1つ)
- スライムベス、リリパット、おにこぞう、シールドこぞう、タップペンギー、つちわらし、あばれこまいぬ、どくやずきん

ノーマル(星2つ)
- スライムナイト、メタルライダー、ひとくいばこ、カンダタこぶん、ミイラ男、かえんムカデ、ばくだん岩

レア
- キングスライム、サイおとこ、アンクルホーン、シールドオーガ、ミミック、キラーアーマー

ギガレア
- カンダタ、バトルレックス、アックスドラゴン、キングレオ、バルザック、キングリザード、ギガントドラゴン

そうびチケット
ノーマル(星1つ)
- さばきの杖、てつのツメ、うろこのよろい

ノーマル(星2つ)
- てつのオノ、パルチザン、シルバークロー、まほうの盾、まほうのよろい、カンフージャケット、みかわしの服

レア
- ほのおのツメ

スペシャルチケット
- ギガソード、ジゴスラッシュ、大氷炎の剛滅拳

### スキャンバトラーズ 3弾より登場
モンスターチケット
ノーマル(星1つ)
- ゴースト、おばけキャンドル、わらいぶくろ、ナスビナーラ

ノーマル(星2つ)
- スライムタワー、スマイルリザード、アームライオン、くさった死体、リカント、メタルハンター、ベホイミスライム、キメラ、ピンクモーモン、メタルスライム

レア
- メッサーラ、ウイングタイガー、ドラゴンゾンビ、ボーンファイター、つららスライム、しにがみきぞく、ワイトキング、ルバンカ

ギガレア
- ブラックドラゴン、スライムベホマズン、あくまのきし、メタルドラゴン、ダースドラゴン、ナイトリッチ、ストーンマン

そうびチケット
ノーマル(星1つ)
- さんぞくのサーベル、あまぐもの杖、シルバートレイ、てつのよろい

ノーマル(星2つ)
- いなずまのやり、ようせいの杖、はがねのツメ、プラチナシールド、ホワイトバックラー、プラチナメイル、ホーリーローブ

レア
- パパスのつるぎ、さじんのやり、あくまのツメ、みかがみの盾、ドラゴンローブ、拳聖の道着

ギガレア
- ドラゴンの杖、天空の盾、天空のよろい

スペシャルチケット
- 魔界奥義・神滅乱撃、ホーリーエッジ、ツイングランバースト

## スマートフォンアプリ
『ドラゴンクエスト モンスターバトルスキャナー ぼうけんのしょ』
2016年8月10日より配信のスマートフォン（iOS/Android）向けアプリ。一部アイテム課金あり。プレイヤーデータ登録の他、チケットをスマートフォンのカメラで読み込んでチケットホルダーに登録可能（ただし、筐体から排出されたチケットのみで、PRチケットは登録不可）。更に、登録したモンスターのデータを確認、ゲーム中で召喚したり、ジェムで購入した限定クエストの挑戦などが可能。
2020年9月30日のアーケード版の稼働終了に伴い本アプリの配信およびサービスも終了となった。

## 漫画版
マンガでドラゴンクエスト スキャンバトラーズ
漫画 - かねこ統
連動アプリ「ぼうけんのしょ」で2017年10月31日から2019年3月26日 まで連載された。毎週火曜日更新。

## Web動画
YouTubeでゲーム情報番組。出演は、マイクウーマン ゆうみ（優美）、マイクマン かっしー（柏野昌俊）、カリスマスキャンバトラー リョーチン（Ryota Saito）。
バトルスキャナー情報局（第1回 - 第20回）→スキャバト情報局（第21回 - 第85回）
2016年8月22日 - 2020年5月22日
カリスマTV（第1回 - 第112回）
2016年8月31日 - 2020年5月29日